# Y̲
Cette page contient des caractères spéciaux ou non latins. S’ils s’affichent mal (▯, ?, etc.), consultez la page d’aide Unicode.
Y̲, ou Y trait souscrit ou Y souligné, est un graphème utilisé dans l’écriture de l’oneida. Il s’agit de la lettre Y diacritée d'un trait souscrit ; trait qui peut s'associer à celui que peut comporter la lettre précédente ou suivante comme si elles étaient soulignées d'un seul trait. Il n’est pas à confondre avec le Y̱, Y macron souscrit.

## Utilisation
En oneida, le Y souligné est utilisé dans les syllabes murmurées soulignées en fin de mots.

## Représentations informatiques
- Unicode (commandes C0 et latin de base, diacritiques) :

| formes    | représentations | chaînes de caractères | points de code | descriptions                                         |
| --------- | --------------- | --------------------- | -------------- | ---------------------------------------------------- |
| capitale  | Y̲               | Y◌̲                    | U+0059 U+0332  | lettre majuscule latine y diacritique trait souscrit |
| minuscule | y̲               | y◌̲                    | U+0079 U+0332  | lettre minuscule latine y diacritique trait souscrit |

## Sources
- (en) Clifford Abbott, « Oneida teaching grammar », 2006